# Meizodon semiornatus
Meizodon semiornatus är en ormart som beskrevs av Peters 1854. Meizodon semiornatus ingår i släktet Meizodon och familjen snokar.
Denna orm kännetecknas av en smal kropp och ögon med runda pupiller. Honor blir upp till 60 cm långa och hanar når en maximal längd av 45,5 cm. Kroppen är täckt av mjuka fjäll och grundfärgen på ovansidan är grå till olivbrun. På främre delen av bålen kan flera svarta fläckar förekomma. Meizodon semiornatus har en vit strupe och andra delar av undersidan är grå.
Utbredningsområdet ligger med flera från varandra skilda populationer i östra Afrika. Fynd har även dokumenterats i Kamerun och Jemen. Habitatet utgörs av den täta växtligheten vid flodernas strandlinjer. Utanför denna remsa ligger oftast savannen.
Arten vilar ofta under lösa barkskivor eller i trädens håligheter. Den är aktiv på dagen och jagar mindre ödlor och groddjur. Ormen är allmänt ofarlig för människor men den biter ibland. Honor lägger 2 eller 3 långsträckta ägg per tillfälle.

## Underarter
Arten delas in i följande underarter:
- M. s. semiornatus
- M. s. tchadensis